# Peter Evers (Regisseur)
Peter Evers ist ein deutscher Regisseur und Drehbuchautor.

## Leben
Evers wuchs in Bayern und Baden-Württemberg auf. Nach Abitur und Zivildienst besuchte er die Fachschule für Fotografie in Stuttgart, gefolgt von einem halbjährigen Aufenthalt als Berufsfotograf in Ecuador und auf den Galapagosinseln. Anschließend arbeitete er während seiner folgenden zweijährigen Tätigkeit im Staatstheater Stuttgart im Light Design Department. 
Sein Regiepraktikum absolvierte Evers in einer Spielzeitpause des Staatstheaters am Set des US-Kinofilms The Radicals. Die daraufhin erfolgreich mit seinem Film Der Regenschirmmann durchstandene Aufnahmeprüfung an der Wiener Filmakademie führte ihn nach Österreich, wo er an der Filmakademie Wien Regie und Drehbuch studierte. Sein erster an der Filmakademie gedrehter Film Der Polifinario erhielt auf der Viennale eine Nominierung für den „Preis Neues Kino“. 
Während seines Studiums gründete er in Wien die Filmsupportagentur „Filmfest-Vienna Film Support“, spezialisiert auf Serviceproduktion, Casting und Betrieb eines Filmstudios. Die folgenden Jahre arbeitete Evers in Deutschland, Österreich, Südafrika, Namibia und den baltischen Staaten als Line Producer, 2nd Unit Director, Assistant Director und Caster für Kino- und Fernsehfilme sowie Serien.
Evers verkaufte die Filmfest-Produktion, um sich wieder verstärkt seiner kreativen Arbeit widmen zu können. Diverse seiner Drehbücher wurden von der Lisa Film, Filmline, Monafilm, Satel Film und anderen angekauft und verfilmt. Sein Drehbuch G’stätte bekam 2014 auf der Berlinale den renommierten Thomas Strittmatter Drehbuchpreis verliehen. Für den Film Ausweg, zu dem er das Drehbuch verfasste und bei dem er auch Regie führte, wurde er auf dem Internationalen Filmfest Emden-Norderney mit der Nominierung für den Regiepreis und mit der Verleihung des Spezialpreises der Jury, dem „Schreibtisch am Meer“, für seine schriftstellerische Arbeit geehrt.
Der Film A Gschicht über d’Lieb (Drehbuch und Regie Evers) wurde vor dem Kinostart auf dem Filmfestival Max Ophüls Preis, dem Internationalen Filmfest Emden-Norderney, dem Festival des deutschen Films Ludwigshafen u. a. mit diversen Preisnominierungen bedacht. Der Berliner Tagesspiegel kürte den Film als einen der wichtigsten Kinofilme des Jahres 2019. Im selben Jahr wurde seiner Hauptdarstellerin Svenja Jung für den Film A Gschicht über D’Lieb der Preis als beste Nachwuchsschauspielerin (Bayerischer Filmpreis) verliehen.
Peter Evers lebt wechselweise in Österreich und Deutschland. Derzeit arbeitet er an einer neuen Miniserie des SWR und diversen Spielfilmprojekten, zu denen er auch die Drehbücher verfasste.

## Filmografie (Auswahl)

### Als Regisseur
- 2017: Ausweg
- 2019: A Gschicht über d’Lieb
- 2021: Spätzle arrabbiata oder eine Hand wäscht die andere

### Als Drehbuchautor
- 2015: Episode Ausgebremst, SOKO Donau
- 2017: Ausweg
- 2019: A Gschicht über d’Lieb

### Preise und Nominierungen
- 2014: Berlinale Thomas-Strittmatter-Preis Drehbuch
- 2017: Internationales Filmfest Emden Spezialpreis der Jury „Schreibtisch am Meer“
- 2017: Internationales Filmfest Emden Regiepreis Kurzfilm/nominiert
- 2019: Internationales Filmfest Emden Regiepreis Score Bernhard-Wicki-Preis/nominiert
- 2019: Internationales Filmfest Emden NDR-Nachwuchspreis/nominiert
- 2019: Max-Ophüls-Preis/nominiert
- 2019: Festival des deutschen Films Ludwigshafen Rheingold Preis/nominiert
- 2019: Filmfest Chemnitz Preis „Blickpunkt Deutschland“/nominiert